# Crystal Empire
Crystal Empire è il secondo album in studio della band tedesca Freedom Call pubblicato nel 2001 dalla Steamhammer.

## Tracce
1. The King of the Crystal Empire – 0:32
2. Freedom Call – 5:32
3. Rise Up – 4:05
4. Farewell – 4:06
5. Pharao – 4:42
6. Call of Fame – 4:14
7. Heart of the Rainbow – 4:35
8. The Quest – 7:34
9. Ocean – 5:09
10. Palace of Fantasy – 4:47
11. The Wanderer – 3:45

## Formazione
1. Chris Bay – voce, chitarra, tastiere
2. Sascha Gerstner – chitarra
3. Ilker Ersin – basso
4. Dan Zimmermann – batteria

## Ospiti
Cori:
Rolf Kholer, Olaf Senkbeil, Janie Dixon, Mitch Schmitt.
Basso nelle tracce 4, 6, 7 e 9 di Stefan Heimer.